# Ensenada, Baja California
Ensenada este un oraș în statul Baja California, Mexic.
Prima atestare a orașului a fost în 17 septembrie 1542.

## Referinte
1. ↑  Censo de Población y Vivienda 2020

## Legaturi externe
- Arhivat în 17 februarie 2016, la Wayback Machine.